# Traité de Tartu (russo-finlandais)
Pour les articles homonymes, voir traité de Tartu (russo-estonien).
Le traité de Tartu (en russe Тартуский мирный договор между РСФСР и Финляндией, Tartousky mirny dogovor mejdou RSFSR i Finlyandieï, et en finnois Tarton rauha) est un traité de paix signé le 14 octobre 1920 entre la République socialiste fédérative soviétique de Russie d'une part et les républiques nouvellement indépendantes d'Estonie et de Finlande, qui faisaient auparavant partie de la Russie impériale. 
Il fut longuement négocié et signé à Tartu en Estonie le 14 octobre 1920, après la guerre civile finlandaise et la guerre de libération estonienne, qui avaient pris fin avec la trêve du 1er janvier 1920 entre la Russie bolchévique et l'Estonie.
Le traité avec l'Estonie reconnaissait l'indépendance de cette dernière. 
Les traités résolvaient les conflits et problèmes à la suite de la cessation des hostilités, comme la délimitation des frontières et les transferts de propriétés. 
La région de Petsamo revenait à la Finlande et les régions de Repola et Porajärvi à la R.S.F.S.R
Cependant, le 6 novembre 1921, les troupes finlandaises pénètrent de nouveau en Carélie orientale (Russie). 
La Russie soviétique, alors en pleine guerre civile et luttant pour la survie, n'y dispose que de peu de moyens (conformément aux accords de Tartu). 
Aussi n'est-ce que fin décembre qu'y parviennent des troupes régulières, qui en chassent les quelque 6 000 soldats finlandais qui s'y trouvent. Le 21 mars 1922, le gouvernement finlandais est contraint de signer les accords de Moscou sur la sécurisation des frontières.

## Contexte
Dans l'ancien grand-duché de Finlande, le grand-duc avait repris la tête du parlement et le 7 novembre 1917 un nouveau gouvernement est formé. 
Une grande période de troubles commence en république de Finlande. 
La Finlande reconnait la R.S.F.S.R mais les combats persistent dans l'est de la Carélie en 1918.

La Finlande sollicite l'aide de l'Allemagne pour intervenir après la guerre civile finlandaise, concernant le conflit à propos de la Carélie et trouver une solution pour Pachnega. 
Trois semaines de négociations à Berlin en août 1918 ne mènent à rien.

Pendant la période 1918-1920 des volontaires finlandais font des incursions en Carélie orientale, en Estonie ou dans la région de Petsamo, ce sont les Guerres tribales.

## Négociations et cessez-le-feu
Le 12 avril 1920, les délégations de la Finlande et de la RSFS de Russie se retrouvent. 
Les points de vue étant irréconciliables, les parties se séparent sans signer de paix après deux semaines de discussions. 
La RSFS de Russie subit la campagne nord de Russie (expédition alliée, y compris la France, dans la région de Mourmansk et Arkhangelsk) en septembre et octobre 1919. 
Les rouges avancent sur Repola, la ligne se fixe là en février 1920 si les Finlandais acceptent de mettre fin à leur aide aux Blancs ; Rudolf Holsti obtient cette trêve.

## Pourparlers de Tartu
Nouvelle rencontre à Tartu le 12 juin 1920, Juho Kusti Paasikivi pour la délégation finlandaise. 
Une partie des discussions concerne la Carélie, la Finlande propose un référendum en réponse à la proposition de la R.S.F.S.R qui propose une R.S.S.A. de Carélie. 
Le livre de Salo et les rapatriés ougriens sont laissés de côté. 
Le traité de Tartu fut signé dans la maison du chevalier Vilyavdi dans ce qui était l'ancienne ville de Saint-Georges et s'appuyait sur les anciennes frontières délimitées entre le Grand-duché de Finlande et l'empire russe.
 
La situation globale évolue, tant militaire que politique et, à la fin de l'été, les Russes avancent vers Varsovie, le président Ståhlberg revoit les prétentions finlandaises à la baisse et les pourparlers reprennent le 9 août après avoir été suspendus pendant deux semaines. Le 13 août 1920, un armistice est signé, suivi, le 14 octobre 1920, par le traité de paix de Tartu. Le texte, rédigé en russe, en finnois, en suédois et en français par B. Pokhle[réf. nécessaire] fut remis en deux exemplaires à chaque partie. Sa ratification par le parlement finlandais adviendra en décembre 1927 par 163 voix pour par le parlement.

## Les délégations

### Pour la Finlande
- Juho Vennola,
- Väinö Voionmaa,
- Alexander Frey,
- Väinö Tanner,
- Juho Kusti Paasikivi,
- Rudolf Walden,
- Väinö Kivilinna.

### Pour laR.S.F.S.R.
- Ian Berzine (Pēteris Ķuzis dit Jānis Bērziņš ou Ian Karlovitch Berzine),
- Platon Kerjentsev, diplomate
- Tihmenev Sergueïevitch Nikolai,
- Aleksandr Aleksandrovitch Samoilo,
- Evgeni Andreïevitch Behrens,

## Le contenu du traité
Il commence par la reconnaissance de l'indépendance de la Finlande de 1917, il propose « que cesse la guerre engagée entre les deux pays depuis » et « de trouver dans le passé de la Finlande et de la Russie des raisons d'établir des liens ».
- art.1 : stipule que la guerre prend fin après l'accord.
- art.2 : établit la frontière et les eaux territoriales.
- art.6 : restrictions faites aux navires militaires finlandais en Arctique.
- art.7 : les droits de pêche.
- art.8 : droit de transit vers la Norvège.
- art.9 : les Russes de Petsamo peuvent choisir la Finlande ou la nationalité russe.
- art.10 : droits de forage finlandais sur le lac de Repola.
- art.12 : la neutralisation de la Baltique.
- art.13 à 15 : rendre neutres certaines îles finlandaises (en particulier devant Kronstadt).
- art.16 : neutralisation partielle du lac Ladoga.
- art.17 : libre passage sur les lacs Ladoga et Neva.
- art.24 : ne pas demander de réparations.
- art.25 à 28 et art.31 à 32 : règlement des questions économiques.